# Station Kohtla-Nõmme
Station Kohtla-Nõmme is een station in de Estische plaats Kohtla-Nõmme. Het station is geopend in 2014 en ligt aan de spoorlijn Tallinn - Narva.
Het station verving het station Kohtla, 1,5 km oostelijk van het nieuwe station, dat bij de opening van Kohtla-Nõmme voor het reizigersverkeer werd gesloten.
Bij de opening van Kohtla-Nõmme op 16 december 2014 ging het overigens mis. De eerste trein reed door en stopte oudergewoonte in Kohtla, waar hij niet meer hoorde te stoppen.

## Treinen
De volgende trein stopt op station Kohtla-Nõmme:
| Vervoerder | Treinsoort | Route                                 | Opmerkingen                              |
| ---------- | ---------- | ------------------------------------- | ---------------------------------------- |
| Elron      | Sneltrein  | Tallinn – Tapa – Kohtla-Nõmme – Narva | Stopt niet in Vesse, Lagedi en Nelijärve |